# Agrius druraei
Agrius druraei är en fjärilsart som beskrevs av Donovan 1810. Agrius druraei ingår i släktet Agrius och familjen svärmare. Inga underarter finns listade i Catalogue of Life.